# Vasto
Vasto (Em dialeto vastese Lù Uàšte; em grego antigo Ἱστόνιον; em latim Histonium, Istonium e Histonios; historicamente também conhecida como Guastaymonis, Il Vasto e Il Vasto d'Ammone) é uma comuna italiana da região dos Abruzos, província de Chieti, com cerca de 35.116 habitantes. Estende-se por uma área de 70 km², tendo uma densidade populacional de 502 hab/km². Está localizada às margens do Mar Adriático, na costa leste italiana, e faz fronteira com Casalbordino, Cupello, Monteodorisio, Pollutri, San Salvo.

## História
Segundo a tradição local a cidade teria sido fundada pelo herói grego Diomedes, rei da Etólia, que ali se teria auto-exilado finda a guerra de Troia. Escavações arqueológicas na região encontraram artefatos que evidenciam a presença humana desde pelo menos 1300 A.C.
Chamada Histônio na antiguidade, constituía importante centro comercial e portuário da tribo  dos frentanos, sendo posteriormente conquistada por Roma. Apesar de nunca ter atingido o status de colônia, permanecendo apenas como município, trabalhos arqueológicos no local revelam ter se tratado de uma rica e opulenta cidade, tendo sido encontrados vestígios de banhos, teatros e outros prédios públicos, além de mosaicos, colunas e estátuas de granito e mármore.
Dentre as numerosas inscrições encontradas no local, uma das mais curiosas é a que registra que um rapaz local de apenas 30 anos, L. Valério Pudêncio, vencera um prestigioso um concurso de poesia ocorrido no Templo de Júpiter Capitolino, em Roma.
O nome Histônio é também encontrado em itinerários de embarcações do século IV, e muito provavelmente nunca cessou de existir navegação nesta região, a despeito de sucessivas devastações impingidas à comuna por Godos, Lombardos, Francos e posteriormente árabes.
Historiadores discutem se, quando o grego Estrabão faz referência a uma certa Ortônio, terra de piratas da pior espécie, ferozes e brutais, estaria referindo-se a Histônio, atual Vasto, ou a Ortona, também em Chietti. O fato é que com a queda do Império Romano do Ocidente, a cidade caiu sob domínio lombardo, sendo posteriormente tomada pelos francos. Em 1076 Histônio foi rebatizada Guastaimonis em homenagem ao militar francês Guasto d’Aymone de Dordona, que depois da conquista e da devastação da cidade sob o seu exército, a fez reconstruir. Seu nome gradualmente chegou a Vasto d'Ammone, continuando a sofrer variações até atingir sua forma atual, Vasto.
No século XV a cidade teve sua estrutura urbana transformada pelo condottiero Giacomo Caldora, então senhor da cidade. A família Caldora é responsável pela construção de diversas obras ainda presentes na cidade, como suas muralhas, a Torre Bassano, a Piazza Rossetti, a Torre Diomede in Vico Storto del Passero, a Torre Diamante, a Piazza Verdi e a Porta Catena, além do Castello Caldoresco e seus primeiros postos defensivos.
Sob domínio espanhol, presente em todo sul da Itália, Vasto tornou-se feudo dos Marqueses de Avalos (vide Fernando de Ávalos, Afonso de Avalos), atingindo seu apogeu sob a administração de Cesare Michelangelo.

## Atualidade
Além do intenso crescimento industrial e comercial observado no pós-guerra, nas últimas décadas a cidade de Vasto tem investido fortemente no setor turístico, amparada por suas belas praias, às margens do Adriático, e por sua milenar história.

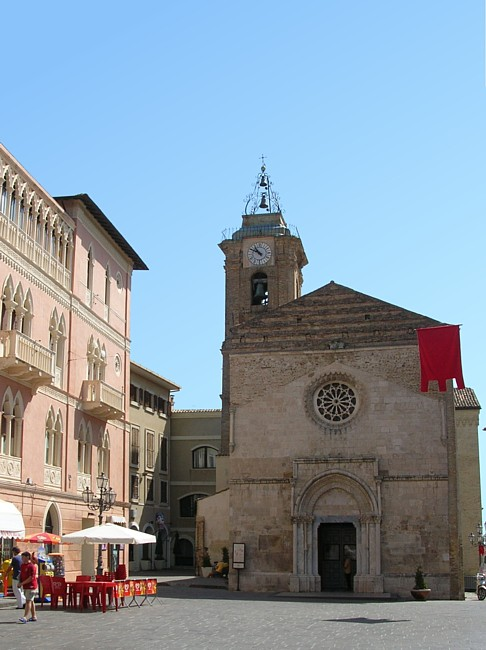
Catedral de Santa Maria Maggiore
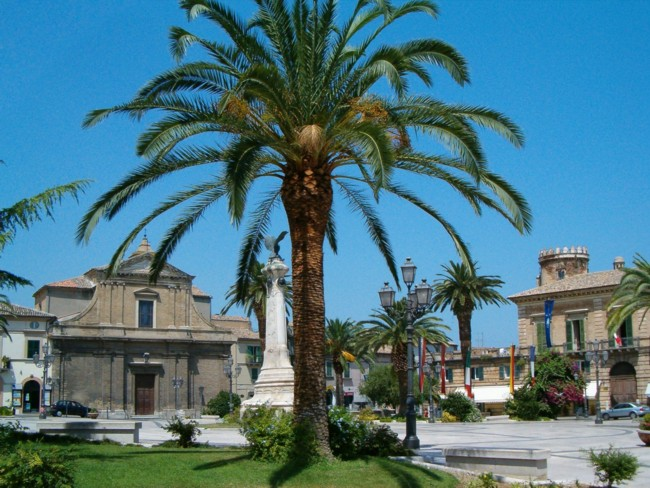
Praça Rossetti
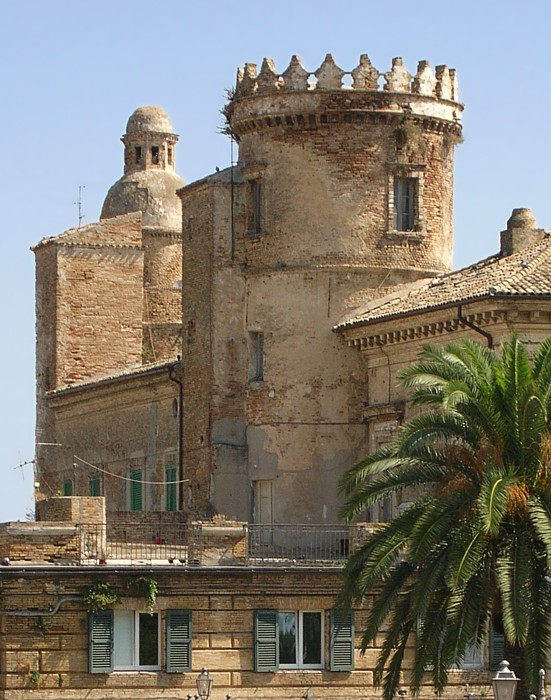
Castelo Caldoresco

## Demografia
| Variação demográfica do município entre 1861 e 2011                               |
|                                                                                   |
| Fonte: Istituto Nazionale di Statistica (ISTAT) - Elaboração gráfica da Wikipedia |